# Синрі-58
Синрі-58(Перемога-58) — північнокорейський вантажний автомобіль конфігурації 4х2. 

## Історія
Клон за документацією ГАЗ-51. Ці вантажівки використовуються і понині як за прямим призначенням для перевезення вантажів і для перевезення людей. Зустрічаються і машини з газогенераторним обладнанням.
Недоліками Синрі-58 були слабші пружини і дуже висока витрата палива через грубо скопійований карбюратор ГАЗ-51.

## Модифікації
- Синрі-58KA
- Синрі-58NA (4×4). Нова кабіна. Виготовляється з 1979 року.